# Падежни форми на българските местоимения
В старобългарския език, за разлика от съвременния български, е съществувала морфологична категория падеж. 
Падежните „значения“, представляващи вид синтактични отношения, са се изразявали чрез морфеми във формите на думите. Българският език обаче започва да се развива по-различно от другите славянски езици и постепенно загубва своята падежна система. Тази тенденция към аналитизъм се появява в парадигмите на всички части на речта (макар че в съвременния български език са се развили и някои синтетични граматически форми като членуваните например) и най-общо се изразява със замяната на падежната форма от конструкция с предлог и обща форма на имената.
Все пак при някои части на речта падежните форми са се запазили. Така е при личните местоимения, които притежават три падежни форми – именителна, винителна и дателна.

## Лични местоимения
| Лични местоимения | Лични местоимения | Лични местоимения | Лични местоимения   | Лични местоимения            | Лични местоимения            | Лични местоимения            | Лични местоимения            | Лични местоимения            |
| Число             | Лице / Род        | Лице / Род        | Подлог (Именителен) | Пряко допълнение (Винителен) | Пряко допълнение (Винителен) | Непряко допълнение (Дателен) | Непряко допълнение (Дателен) | Непряко допълнение (Дателен) |
| Число             | Лице / Род        | Лице / Род        | пълна               | пълна                        | кратка                       | пълна                        | кратка                       | чрез предлог                 |
| ----------------- | ----------------- | ----------------- | ------------------- | ---------------------------- | ---------------------------- | ---------------------------- | ---------------------------- | ---------------------------- |
| ед. ч.            | 1 л.              | 1 л.              | аз                  | мен/мене                     | ме                           | мене                         | ми                           | на мен/мене                  |
| ед. ч.            | 2 л.              | 2 л.              | ти                  | теб/тебе                     | те                           | тебе                         | ти                           | на теб/тебе                  |
| ед. ч.            | 3 л.              | м. р.             | той                 | него                         | го                           | нему                         | му                           | на него                      |
| ед. ч.            | 3 л.              | ж. р.             | тя                  | нея                          | я                            | ней                          | ѝ                            | на нея                       |
| ед. ч.            | 3 л.              | ср. р.            | то                  | него                         | го                           | нему                         | му                           | на него                      |
| мн. ч.            | 1 л.              | 1 л.              | ние                 | нас                          | ни                           | нам                          | ни                           | на нас                       |
| мн. ч.            | 2 л.              | 2 л.              | вие                 | вас                          | ви                           | вам                          | ви                           | на вас                       |
| мн. ч.            | 3 л.              | 3 л.              | те                  | тях                          | ги                           | тям                          | им                           | на тях                       |

Дателните форми се употребяват, когато заместваното от тях име е във функция на непряко допълнение.с предлога „на“. Винителните форми се употребяват вместо допълнение изобщо: без предлог – в ролята на пряко допълнение, а с предлог – като непряко допълнение.
Поканих Иван. Поканих него. Поканих го.
Разсърдих се на Иван. Разсърдих се нему. Разсърдих му се.
Пълните дателни форми са архаизъм; вместо тях се използват винителните форми с предлог.
Разсърдих се на него.
В българския език съществува явление, наречено удвояване на допълнението: когато то – независимо дали е пряко или непряко – се изразява от две падежни местоименни форми:
Него го назначиха. На него му донесоха подарък;
или от име и местоименна форма:
Иван го назначиха. На Петър му донесоха подарък.
Това удвояване е задължително само в един случай: когато самата глаголна форма (обикновено безлична) непременно изисква местоимение. Например
Иван го е срам.
Не може:
Иван е срам.
В останалите случаи удвояването не е задължително. Напротив, спорно е дали удвояването на допълнението е правилно от гледна точка на езиковата норма. Много езиковеди препоръчват вместо
Мене ме е яд. На него му е мъчно.
да се казва:
Яд ме е. Мъчно му е.
Обаче има случаи, когато удвояването на допълнението предотвратява двусмислие. Сравнително свободният синтаксис на българския позволява изречението да започва с допълнението вместо с подлога. Например в изречението:
Иван го обиди Петър, а не Росен.
местоимението „го“ не бива да се изпуска. В противен случай ще се разбере, че Иван е обидил Петър, а не, както е в действителност, че Иван е бил обиден от Петър.
Тъй като падежните форми на личните местоимения за именителен и винителен падеж се образуват от различни основи (аз – мене; той – него), те се чуват от българите като различни думи и при употребата им грешки не се допускат.

## Други местоимения
При останалите местоимения падежните форми са от една основа и именно при тях се греши най-много под влияние на тенденцията именителната форма да измести останалите. Често казваме
На кой даде моята книга?
вместо правилното
На кого даде моята книга?
Изразът
Кому даде моята книга?
е граматически правилен, но звучи архаично. Такива дателни форми се употребяват все по-рядко, само с определена цел – за архаизиране на речта или в т. нар.висок стил.
Употребата на винителната форма е задължителна както за въпросителните местоимения, така и за всички останали, образувани от тях:
кой – кого – на кого (кому), за кого, от кого
който – когото – на когото (комуто)
някой – някого – на някого (някому)
никой – никого – на никого (никому)
всеки – всекиго – на всекиго (всекиму)
Тези падежни форми се използват, когато местоимението замества съществителни, назоваващи лица. Например: ...човекът, на когото разчитам...; но ...шансът, на който разчитам...
Груба грешка е употребата на дателната местоименна форма с предлог, например
На никому няма да кажа това.
Правилните варианти са:
Никому няма да кажа
или
На никого няма да кажа.